# Deion Hammond
Deion Hammond (Mitchellville, 5 giugno 1999) è un cestista statunitense.

## Carriera
Dopo aver trascorso la carriera universitaria con i Monmouth Hawks, nel 2021 firma il primo contratto professionistico con il CSM Ploiești. Il 19 agosto 2022 si trasferisce al Leida, con cui vince la BNXT League.; il 7 luglio 2023 passa al R. Ludwigsburg.

## Palmarès
- BNXT League: 1

Leida: 2022-2023
- Campionato olandese: 1

Leida: 2022-23
- Coppa d'Olanda: 1

Leida: 2023